# Óssos
Els ossos, óssos, onsos o orsos (Ursidae) són mamífers de l'ordre dels carnívors. Són omnívors, si bé l'os polar, a causa de la manca d'altres fonts d'aliment, té una dieta quasi exclusiva de carn, i el 99% de la dieta del panda consisteix en bambú. Amb els seus pesants cossos i les seves poderoses mandíbules, els ossos són dels majors carnívors que viuen a la Terra. Un mascle d'os polar pot pesar més de 600 kg i assolir una talla d'1,60 m d'alçada quan està a quatre potes. Es mouen amb un caminar pesant, recolzant tota la planta dels peus. Si cal poden córrer amb velocitat. Posseeixen orelles curtes i cua rudimentària. Tenen una dieta variada i, tot i la seua temible dentadura, molts d'ells mengen fruits, arrels i insectes, a més de carn. Contràriament al que pot semblar a primera vista, ha estat molt debatut si els pandes són o no ossos, encara que els últims exàmens genètics suggereixen que els grans pandes sí que ho són. Un ossard és un os gran, adult, i un ossall, ossell o ossellet és l'os jove, petit.
El crit que fa l'os es diu «esbramec».

## Etimologia i variants lingüístiques
La paraula «os» ve del llatí ursus, amb el mateix significat. En català n'hi ha altres variants, actualment d'usos més restringits, com onso o orso. «Fer l'orso» significa «estar ociós».
La reforma ortogràfica promoguda per l'Institut d'Estudis Catalans l'any 2016, seguida posteriorment per l'Acadèmia Valenciana de la Llengua, proposa eliminar l'accent diacrític d'«ós» que el diferencia d'«os» (part anatòmica dels animals vertebrats). Tanmateix, aquest canvi no ha estat acceptat unànimement per l'ambigüitat que provoca, per exemple en títols de premsa, i per això el diari La Vanguardia ha decidit «indultar» l'accent de os.

## Descripció
L'os és un mamífer pertanyent a la família dels úrsids que juntament amb els cànids (ex. guineus, llops, gossos), els fèlids (p. ex. puma, jaguar, gats), els mustèlids i els prociònids entre d'altres, s'agrupen en l'ordre dels carnívors.
Es caracteritzen pel seu gran cap, orelles petites, arrodonides i erectes, ulls petits, un cos pesant i robust i cua curta. Les potes són curtes i poderoses, amb cinc dits proveïts d'ungles fortes i recorbades. Són plantígrads (com els humans fan servir tota la planta del peu en caminar) i es poden desplaçar curtes distàncies alçats sobre les potes del darrere. Quan ho necessiten, poden ser sorprenentment àgils i curosos en els seus moviments. El sentit de l'oïda i la vista no són bons, però tenen un olfacte excel·lent. La hibernació, és a dir la capacitat de romandre semidormits durant l'època de l'any en la qual el clima és desfavorable, és un fenomen comú, almenys entre les espècies d'Ursus.
Els ossos actuals mesuren entre 1 i 2,8 m de longitud total i tenen una massa d'entre 27 i 780 kg (hi ha registres de mascles d'os polar al voltant d'una tona). El mascle sol ser un 20% més gran que la femella. El pelatge és llarg i espès, i generalment d'un sol color, sovint marró, negre o blanc. Com a excepcions l'os d'antifaç té un parell de cercles de pèl blanc envoltant els ulls i l'os panda té un patró de coloració blanc i negre ben definit.
Quant a la dentadura, les incisives no es troben especialitzades, les canines són allargades, les primeres tres premolars es troben reduïdes o absents i les molars tenen una corona ampla i baixa especialment apta per a una alimentació omnívora. Justament, els úrsids actuals són omnívors: s'alimenten de petits vertebrats, invertebrats, ous, fruits i altres vegetals. No obstant això, hi ha dues espècies d'alimentació molt especialitzada: Melursus ursinus (ós mandrós de l'Índia) que consumeix gairebé exclusivament formigues i tèrmits i Ursus maritimus (os polar) és l'única espècie estrictament carnívora, que s'alimenta bàsicament de foques.
Els úrsids es distribueixen per Euràsia i Nord-amèrica, a les  muntanyes Atles del nord d'Àfrica i en els Andes de Sud-amèrica, ocupant un rang d'hàbitats que abarca des dels gels àrtics fins a les selves tropicals. Inclouen tres gèneres actuals i vuit espècies que segons Hall (1981), es poden ubicar en tres subfamílies actuals: la dels Tremarctinae, amb el gènere Tremarctos (ós d'antifaç), la dels Ursinae, amb Ursus (os negre, grizzly, polar, malai, mandrós, marró, etc.) i la dels Ailuropodinae amb Ailuropoda (ós panda).
La família Ursidae (amb excepció dels extints Agriotheriinae, el registre és molt fragmentari i més antic que el de les altres subfamílies), es registra des del Miocè mitjà fins avui en dia a Europa, des del Miocè tardà fins avui en dia a Nord-amèrica, des del Pliocè mitjà fins avui en dia a Àsia, des del Plistocè inferior fins avui en dia a Sud-amèrica, només en el Pliocè al sud d'Àfrica i en l'actualitat en el nord d'Àfrica.
Els Ursidae són menys diversos (quant a nombre d'espècies) en el present que en el passat. Això és especialment cert per als tremarctins, ja que deu espècies van viure entre el Miocè tardà i el Plistocè tardà a Amèrica i en l'actualitat només una, l'os d'antifaç.
Actualment més de 250 investigadors de tot el món porten a terme estudis sobre la dieta, ús de l'hàbitat, distribució geogràfica, genètica, interacció amb l'home, etc. dels ossos. L'objectiu final de la majoria dels estudis és la conservació i el maneig de les poblacions.
Actualment viuen al continent americà quatre espècies d'ossos, i com es va dir prèviament, hi ha registres fòssils que certifiquen una diversitat més gran en el passat. Els ossos d'Amèrica s'agrupen en les subfamílies Ursinae i Tremarctinae, els Ursinae es troben també en altres continents (Euràsia i Àfrica del nord), mentre que els Tremarctinae tenen una distribució exclusivament americana.
Molt probablement els Tremarctinae es van originar durant el Miocè tardà al centre oest de Nord-amèrica i van arribar a Sud-amèrica després de l'establiment definitiu de l'istme de Panamà durant el Plio-Plistocè fa aproximadament 3 milions d'anys.
Dins de la subfamília Tremarctinae es reconeixen quatre gèneres (Soibelzon, 2002): Plionarctos del Miocè i Pliocè de Nord-amèrica, una forma poc coneguda considerada ancestral als altres quatre gèneres d'ossos tremarctins; Arctodus que agrupa les espècies A. pristinus i A. simus de Nord-amèrica; Arctotherium amb les espècies A. angustidens, A. wingei, A. vetustum, A. bonariense i A. tarijense, registrades exclusivament a Sud-amèrica. Finalment, Tremarctos amb una espècie fòssil a Nord-amèrica (T. floridanus) i una vivent a Sud-amèrica (T. ornatus).

## Estat de conservació
Per respondre a aquesta pregunta s'hauria d'analitzar cada població de cada espècie, i amb aquesta informació només podríem fer un diagnòstic parcial, ja que per exemple les poblacions d'ossos a l'Índia sí que es troben amenaçades, mentre que les d'ossos polars a Nord-amèrica no ho estan. El principal problema que enfronten avui totes les poblacions: la destrucció de l'hàbitat per l'home; secundàriament existeixen també conflictes generats pel consum de bestiar de cria per part dels ossos en zones amb parcs nacionals i reserves.

## Història evolutiva
La família Ursidae és una de les nou famílies incloses en el subordre Caniformia, els carnívors «similars a gossos», dins l'ordre Carnivora. Els parents vivents més propers dels ossos són els pinnípedes i els musteloïdeus.
Els següents trets sinapomòrfics (derivats) aparten els ossos d'altres famílies emparentades: 
- Presència d'un canal alisfenoide.
- El procés paroccipital és gran i no està fusionat amb la butlla timpànica.
- La butlla timpànica no està allargada.
- L'os lacrimal és vestigial.
- Les dents de la part posterior són bunodontes i, per tant, indiquen una dieta variada, no són carnívors estrictes (encara tàxons hipercarnívors, o d'estricte consum de carn són coneguts en el registre fòssil).
- Els carnasials són aplanats.[12]

Addicionalment, els membres d'aquesta família tenen una postprotocrista de la segon molar superior (M2) orientada posteriorment, segons molars inferiors (m2) allargades, i una reducció de les premolars.
Els ossos moderns inclouen vuit espècies en tres subfamílies: Ailuropodinae (monotípica amb l'os panda), Tremarctinae (monotípica amb l'os d'antifaç) i Ursinae (que conté sis espècies dividides en un o tres gèneres, depenent de l'autoritat científica).

## Aspectes culturals
L'os era un animal sagrat al nord d'Europa, on era el rei del bosc. Se'l representa en els mites i llegendes com l'animal més antropomòrfic, fins i tot hi arriba a tenir relacions amb dones humanes (fet pel qual l'església cristiana el va degradant com a associat al dimoni a partir de l'any 1000). El nom propi Úrsula deriva directament de l'os.
La seva imatge és habitual en heràldica i representa Finlàndia i Rússia. Així mateix és un emblema de la Comunitat de Madrid.
Els ossos són els peluixos més comuns per als nens, van començar a popularitzar-se a Alemanya i als Estats Units (on a partir de la joguina de Theodore Roosevelt s'anomenen Teddy Bears). Per això apareixen a moltes sèries de dibuixos animats (Winnie the Pooh, Jackie i Nuca, Yogui del parc Jellystone) i contes populars, com el de Rínxols d'Or i els tres ossos.

## Cladograma
|  | Os bru   |
|  |          |
|  | Os polar |
|  |          |

|  | Os negre  |
|  |           |
|  | Os tibetà |
|  |           |

|  | Os bru   |
|  |          |
|  | Os polar |
|  |          |

|  | Os negre  |
|  |           |
|  | Os tibetà |
|  |           |

|  | Os bru   |
|  |          |
|  | Os polar |
|  |          |

|  | Os negre  |
|  |           |
|  | Os tibetà |
|  |           |

|  | Os bru   |
|  |          |
|  | Os polar |
|  |          |

|  | Os negre  |
|  |           |
|  | Os tibetà |
|  |           |

|  | Os bru   |
|  |          |
|  | Os polar |
|  |          |

|  | Os negre  |
|  |           |
|  | Os tibetà |
|  |           |

|  | Os bru   |
|  |          |
|  | Os polar |
|  |          |

|  | Os negre  |
|  |           |
|  | Os tibetà |
|  |           |

|  | Os bru   |
|  |          |
|  | Os polar |
|  |          |

|  | Os negre  |
|  |           |
|  | Os tibetà |
|  |           |

|  | Os bru   |
|  |          |
|  | Os polar |
|  |          |

|  | Os negre  |
|  |           |
|  | Os tibetà |
|  |           |

|  | Os bru   |
|  |          |
|  | Os polar |
|  |          |

|  | Os negre  |
|  |           |
|  | Os tibetà |
|  |           |

|  | Os bru   |
|  |          |
|  | Os polar |
|  |          |

|  | Os negre  |
|  |           |
|  | Os tibetà |
|  |           |

|  | Os bru   |
|  |          |
|  | Os polar |
|  |          |

|  | Os negre  |
|  |           |
|  | Os tibetà |
|  |           |

|  | Os bru   |
|  |          |
|  | Os polar |
|  |          |

|  | Os negre  |
|  |           |
|  | Os tibetà |
|  |           |

|  | Os bru   |
|  |          |
|  | Os polar |
|  |          |

|  | Os negre  |
|  |           |
|  | Os tibetà |
|  |           |

|  | Os bru   |
|  |          |
|  | Os polar |
|  |          |

|  | Os negre  |
|  |           |
|  | Os tibetà |
|  |           |

|  | Os bru   |
|  |          |
|  | Os polar |
|  |          |

|  | Os negre  |
|  |           |
|  | Os tibetà |
|  |           |

|  | Os bru   |
|  |          |
|  | Os polar |
|  |          |

|  | Os negre  |
|  |           |
|  | Os tibetà |
|  |           |

|  | Pinnipedia  |
|  |             |
|  | Musteloidea |
|  |             |

|  | Os bru   |
|  |          |
|  | Os polar |
|  |          |

|  | Os negre  |
|  |           |
|  | Os tibetà |
|  |           |

|  | Os bru   |
|  |          |
|  | Os polar |
|  |          |

|  | Os negre  |
|  |           |
|  | Os tibetà |
|  |           |

|  | Os bru   |
|  |          |
|  | Os polar |
|  |          |

|  | Os negre  |
|  |           |
|  | Os tibetà |
|  |           |

|  | Os bru   |
|  |          |
|  | Os polar |
|  |          |

|  | Os negre  |
|  |           |
|  | Os tibetà |
|  |           |

|  | Os bru   |
|  |          |
|  | Os polar |
|  |          |

|  | Os negre  |
|  |           |
|  | Os tibetà |
|  |           |

|  | Os bru   |
|  |          |
|  | Os polar |
|  |          |

|  | Os negre  |
|  |           |
|  | Os tibetà |
|  |           |

|  | Os bru   |
|  |          |
|  | Os polar |
|  |          |

|  | Os negre  |
|  |           |
|  | Os tibetà |
|  |           |

|  | Os bru   |
|  |          |
|  | Os polar |
|  |          |

|  | Os negre  |
|  |           |
|  | Os tibetà |
|  |           |

|  | Os bru   |
|  |          |
|  | Os polar |
|  |          |

|  | Os negre  |
|  |           |
|  | Os tibetà |
|  |           |

|  | Os bru   |
|  |          |
|  | Os polar |
|  |          |

|  | Os negre  |
|  |           |
|  | Os tibetà |
|  |           |

|  | Os bru   |
|  |          |
|  | Os polar |
|  |          |

|  | Os negre  |
|  |           |
|  | Os tibetà |
|  |           |

|  | Os bru   |
|  |          |
|  | Os polar |
|  |          |

|  | Os negre  |
|  |           |
|  | Os tibetà |
|  |           |

|  | Os bru   |
|  |          |
|  | Os polar |
|  |          |

|  | Os negre  |
|  |           |
|  | Os tibetà |
|  |           |

|  | Os bru   |
|  |          |
|  | Os polar |
|  |          |

|  | Os negre  |
|  |           |
|  | Os tibetà |
|  |           |

|  | Os bru   |
|  |          |
|  | Os polar |
|  |          |

|  | Os negre  |
|  |           |
|  | Os tibetà |
|  |           |

|  | Os bru   |
|  |          |
|  | Os polar |
|  |          |

|  | Os negre  |
|  |           |
|  | Os tibetà |
|  |           |

|  | Pinnipedia  |
|  |             |
|  | Musteloidea |
|  |             |

## Carn d'os com a aliment
Segons algunes opinions, la carn dels ossos és saborosa, especialment la de les potes, la llengua i el cap.
Altres autors tenen una opinió diferent, considerant el seu sabor excessivament fort i salvatge, i possible causant de reaccions adverses i malalties.
Alexandre Dumas explicava que havia menjat bistec d'os a Suïssa i va incloure la gastronomia de la carn d’aquest animal al seu Grand dictionnaire de Cuisine, afirmant que pernils d'os d’arreu del món podien comprar-se (en el seu temps) amb relativa facilitat.
Hi ha llibres de cuina moderns que presenten receptes amb carn d'os.

### Enrique de Villena
El marquès de Villena, en la seva obra Arte cisoria, esmentava que els llauradors catalans menjaven carn d'os.

## Anècdotes

### El reiFàfila
Aquest rei va morir en un accident de caça, atacat per un os.

### Magí Català i Guasch
Missioner franciscà a Califòrnia, acompanyava els joves a caçar ossos des dels cavalls, amb llaç escorredor.

### Thomas Mayne Reid
Aquest novelista va basar una de les seves obres en la caça de diverses varietats d'ossos per tot el món.

### Karl May
A l'obra Winnetou, el protagonista (el mateix Karl May de ficció) mata un os d’una ganivetada al cor.
En un llibre posterior un altre os bru és caçat.